# 鹽水意麵
鹽水意麵，也被稱為福州意麵，發源自台南市鹽水區的台灣傳統蛋麵，為意麵的主流，是台灣最早的意麵起源。

## 概論
鹽水意麵起源不詳，最早可能起源自明鄭時期，三種已知的說法依起源先後順序分列如下：
1. 明鄭時期，鄭成功軍隊中的福州師傅，把製作方式帶來台南鹽水，在此傳播[1]。
2. 清朝同治年間，由陳萬美創立的萬美商行販售。陳萬美在到鹽水前學會製做魚麵，也就是俗稱的「魚蓉麵」，到鹽水後因魚肉資源不夠，改用鴨蛋做，就改稱為「意麵」[2]。
3. 1923年，當時台灣為日治時期，福州師傳黃忠亮由福建福州移民至台灣，落腳於新營郡鹽水街。他應用在福州學到的製麵技術，在鹽水賣麵為生，為鹽水意麵的開端[3]。

因為相傳鹽水意麵是由福州師傳在台灣發明，因此又稱福州意麵，但在中國福州並沒有這種麵條。鹽水意麵主要採用鴨蛋或雞蛋，和入麵粉之後發酵揉製而成，過程中不加入水。在經過壓平，切成長條後，再經日曬製成。鹽水區農會的文獻記載，意麵原稱為力麵，因為最早使用鴨蛋，麵團較硬，製作時需出力桿麵，會發出「噫」、「噫」的聲音，因此被稱為意麵。
隨著鹽水意麵在台南傳播，鹽水意麵成為地方美食的名稱，台南人習慣將各種麵條都冠上意麵的名稱。因此製作方法不一定完全與鹽水意麵相同，但皆以鹽水意麵為正宗作法。